# Anna Górska

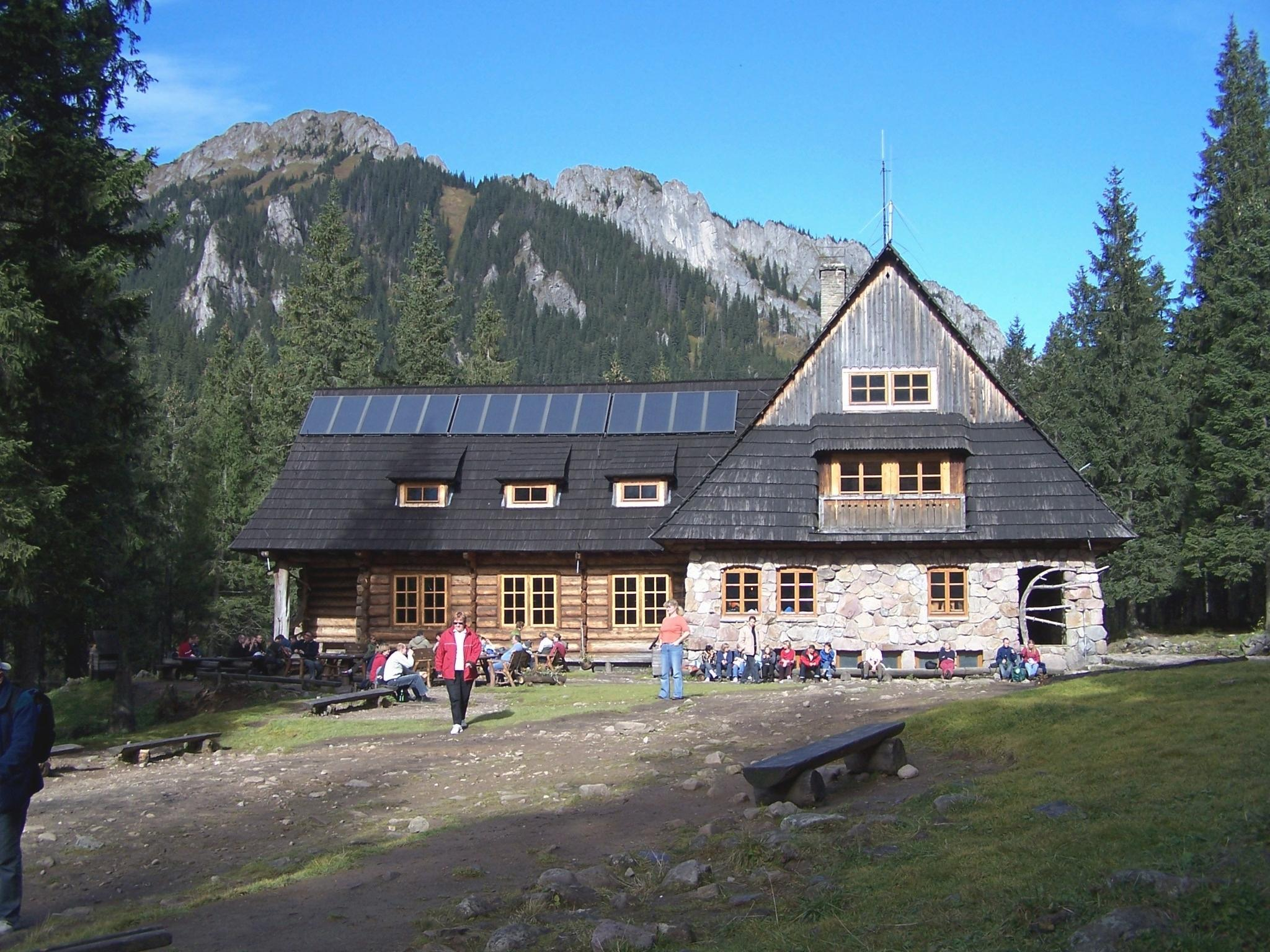
Refugio en Hala Ornak

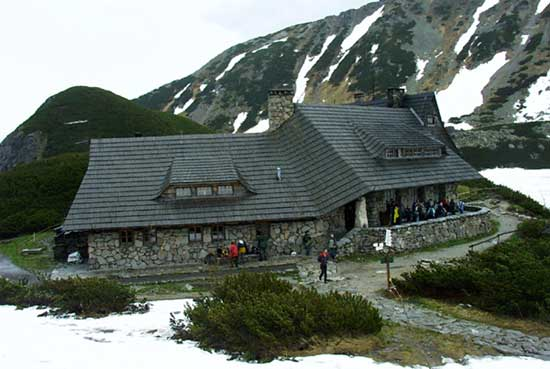
Refugio en el Valle de las Cinco Lagunas Polacas

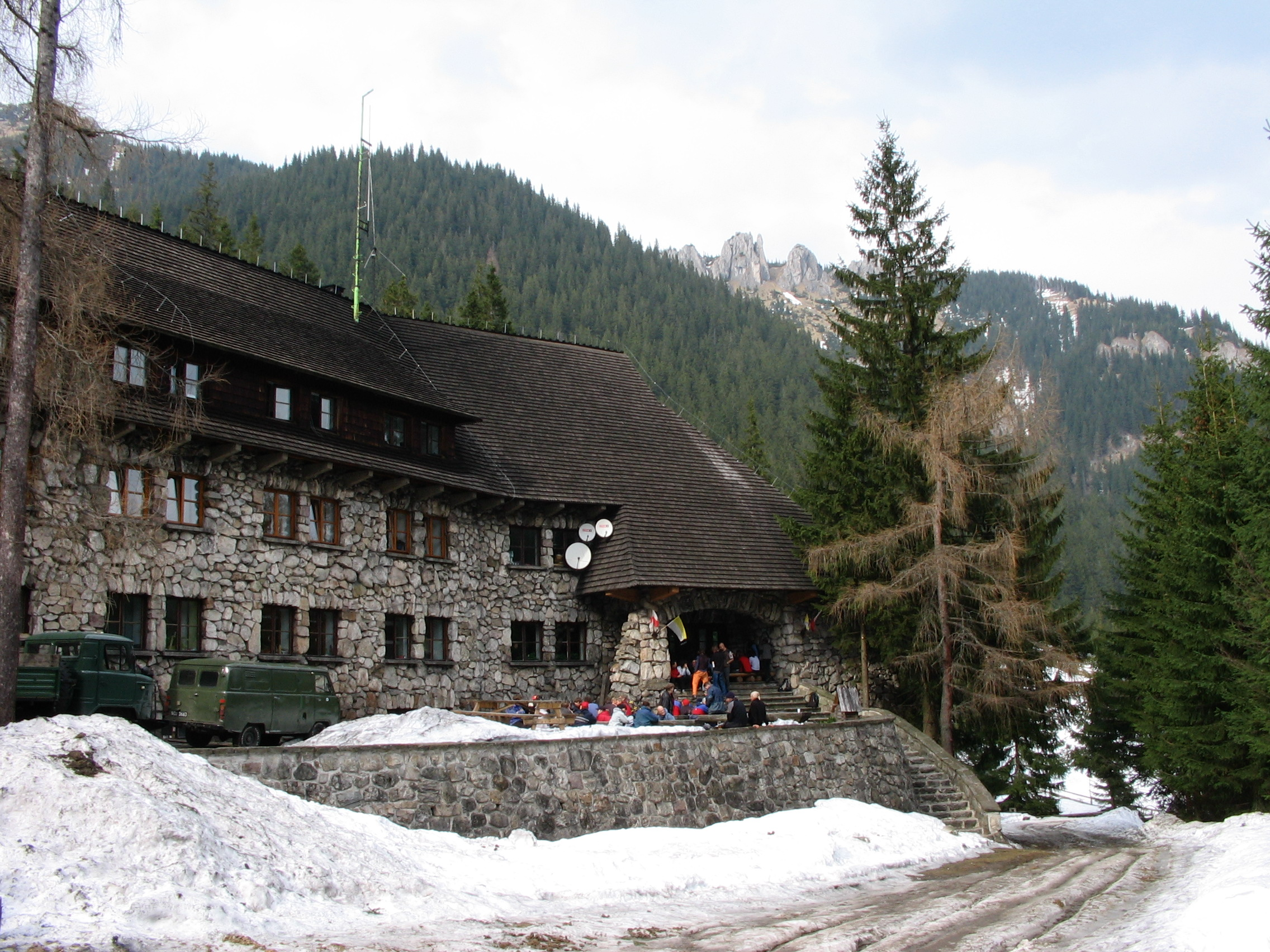
Refugio en el Valle de Chochołowska

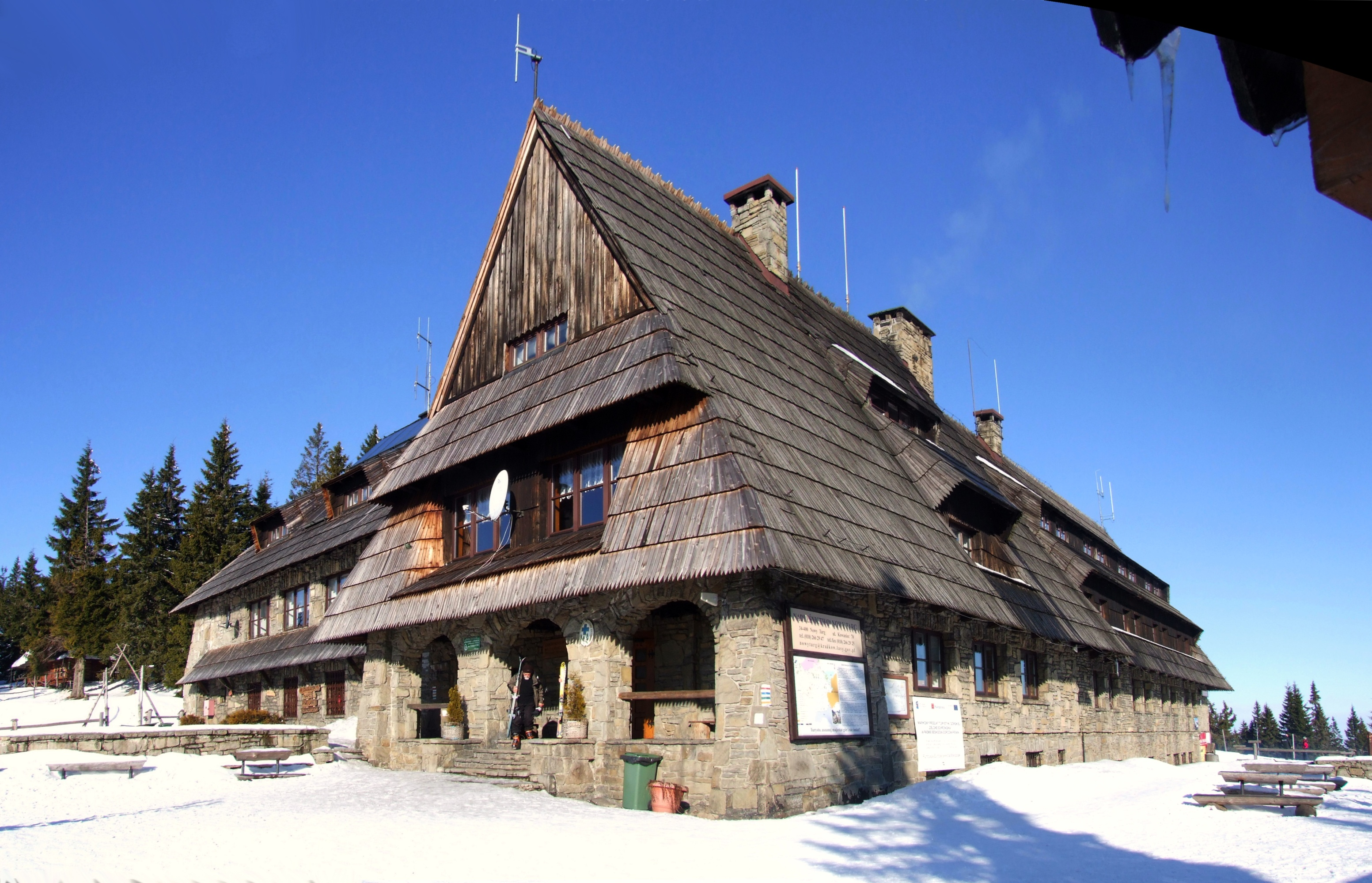
Refugio en Turbacz

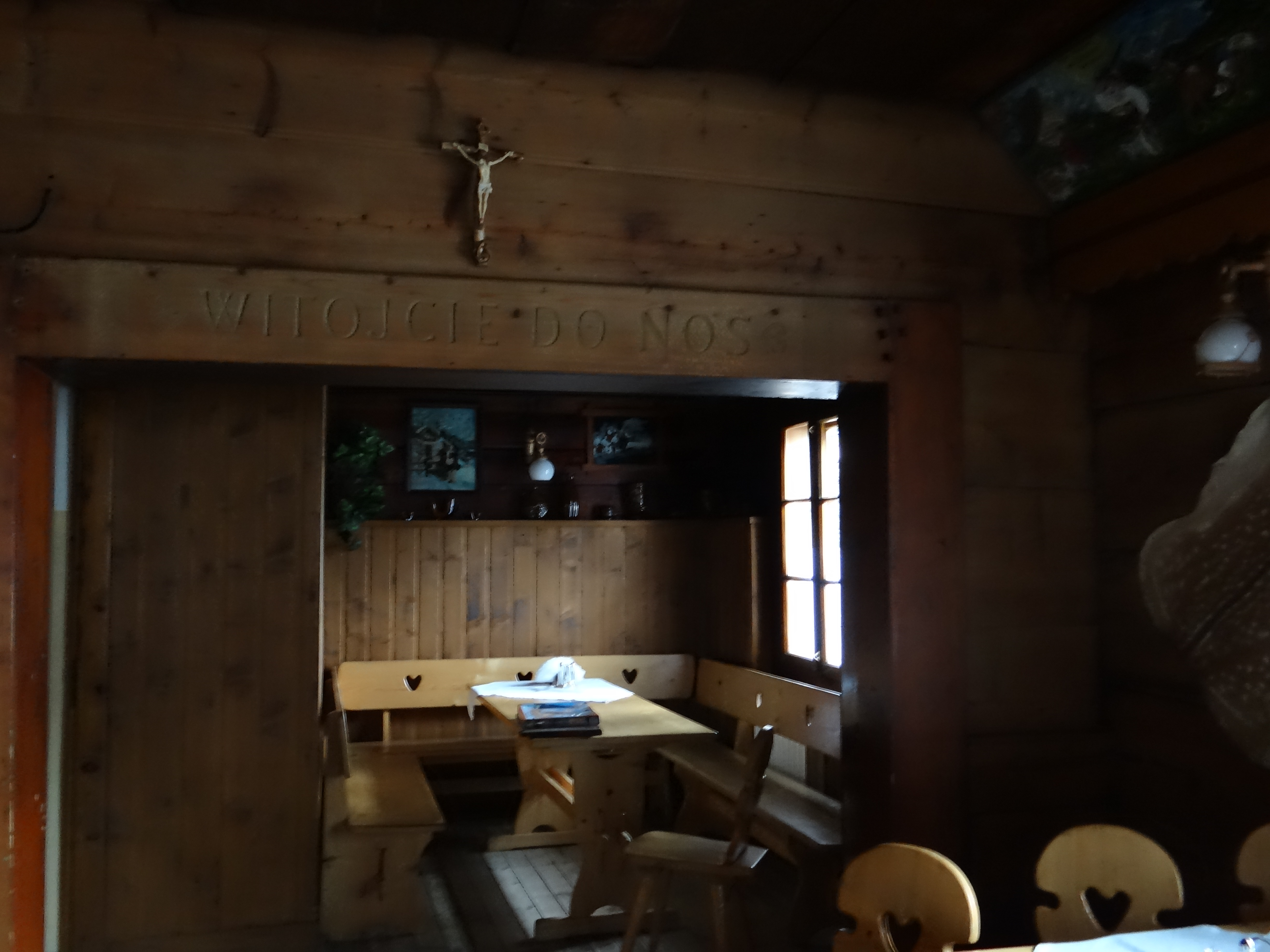
Interior de las pensiones "U Wnuk

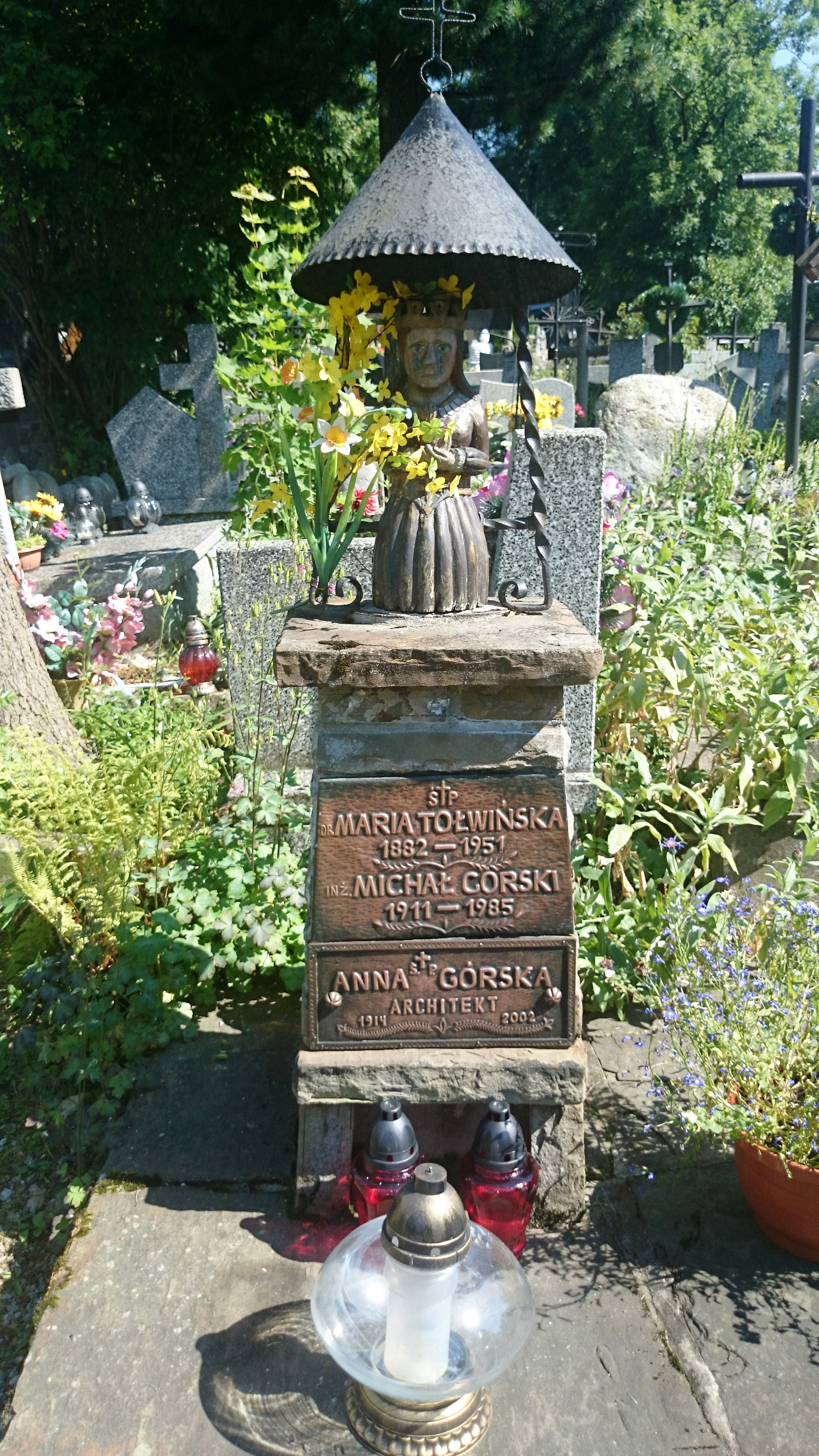
La tumba de Anna Górska, su madre, Maria Tołwińska y su marido, Michał Gorski en el nuevo cementerio en Zakopane

Anna Górska, llamada Hanka (8 de junio de 1914, Cracovia - 23 de junio de 2002, Zakopane) fue una arquitecta, artista, artista visual, diseñadora de refugios en los Montes Tatras, representante del "estilo de Zakopane", corriente creada por Stanislaw Witkiewicz a fines del siglo XIX que consiste en una combinación de elementos locales y Art Nouveau.

## Biografía
Anna Tołwińska era la única hija de Konstanty Tołwiński, un reconocido geólogo miembro de la Academia de Ciencias de Polonia y de María Krahelska, bióloga y profesora de física y matemática. Ella fue a la escuela primaria en Suiza. Desde 1923 sus padres se mudaron a Zakopane, un poblado en las montañas, donde se aficiona al senderismo y al esquí. Ella se graduó en la escuela privada de Szarotce de Zakopane en 1931. En 1933 comenzó a estudiar arquitectura en la Universidad de Leópolis, pero 2 años después continuó en la Facultad de Arquitectura de la Universidad de Tecnología de Varsovia. Allí estuvo en contacto con reconocidos arquitectos del momento como Tadeusz Tołwiński (con quien no tenía parentesco) y Bohdan Pniewski quienes impactaron en su manera de proyectar. Ya en 1936, cuando aún no había obtenido su título de arquitecta, diseñó la reconstrucción de la casa de sus padres en Zakopane realizada en madera y utilizando a los artesanos locales. Finalizó sus estudios en 1939 justo antes del inicio de la Segunda Guerra Mundial.
Anna Tołwińska se casó con Michał Gorski (1911-1985), ingeniero y atleta, en 1942. Tuvieron una hija, Ewa Górska-Schumacher, en 1943. 
Anna Gorska falleció en 2002 a los 88 años y fue enterrada en el cementerio nuevo en Zakopane, junto a su marido.

## Trayectoria
Se unió al Bauamcie o Departamento de Edificación del Consejo Municipal de Zakopane durante la guerra dirigido por Stefan Żychonia. Allí entró en contacto con otros arquitectos locales como Juliusz Żórawski, Jerzy Mokrzyński y Marian Sulikowski. Entre estos arquitectos se cristaliza la idea de retomar el lenguaje de arquitectura local para la reconstrucción de posguerra. En 1945 Górska ocupa de la restauración de unas cabañas para ser utilizadas como albergues de montaña y que habían sido quemadas por los alemanes durante la retirada de los territorios ocupados. Entre los albergues realizados se encuentran el de Ornak, el del Valle de los cinco lagos y el del Valle Chochołowska. Se trataba de diseños integrales destinados al turismo que iban desde el edificio al equipamiento, incluyendo la herrería y los artefactos de iluminación. El del Valle Chochołowska tiene una capacidad de 200 camas, el de Ornak, 49. Pertenecen a la Asociación Polaca de Turismo. 
Se trasladó brevemente a Varsovia, donde trabajó en el estudio del profesor Bohdan Pniewski, pero regresó (probablemente en 1948) a Zakopane trabajar en la Escuela Nacional de la Industria de la Madera de Zakopane (hoy Escuela de Bellas Artes).
Trabajó en departamento de Zakopane del "Miastoprojekt" de Cracovia en diseño e Investigación de construcción (1948 -1958) y posteriormente en la Oficina de Proyectos de Construcción Industrial (1958-1968 y 1971-1975).
Se desempeñó además como:
- Jefa de la Construcción, Urbanismo y Arquitectura del Presidium del Ayuntamiento en Zakopane (1968-1971)
- Tasadora del Ministerio de la Cultura y las Artes (desde 1973)

```
Fue cofundadora y miembro de la Asociación de Arquitectos Polacos de Sądecko-Tatra (Stowarzyszenia Architektów Polskich, SARP), miembro de la Asociación de Artistas de Polonia y de la Asociación de Amigos de la creatividad 
Jan Kasprowicz
 .
```

```
Como artista visual trabajó desde 1952 (dibujos, textiles, muebles, trabajos en metal y joyería), y expuso desde 1968.
```

## Obras
Entre sus obras se pueden mencionar:
- 1945-1948 Refugio en Ornak (conjuntamente con Juliusz Żórawski, Jerzy Mokrzyński, Jan Olaf Chmielewski y Marian Sulikowski), que fue construido en 1947-1948;
- 1948-1953 Refugio en el Valle de los Cinco Lagos de Polonia (junto con Jan Olaf Chmielewski, Andrzej Czarniak, Gerard Ciołek, Jerzy Mokrzyński), Premio al equipo en 1956
- 1952-1956 Refugio en el Valle Chochołowska
- 1952-1958 Refugio para Turbacz, Premio Estatal 1959
- 1952-1957 Restaurante en Kuznice (con Michal Gorski)
- 1965 Cooperativa "Granit"
- 1970-1976 Cámara de la Región de Podhale en Ludźmierz
- 1977- 1983 la Casa del Gremio de diversas artesanías en Zakopane
- 1976-1983 Escuelas Helena Modjeska, ahora Centro Educativo de Zakopane
- Interior de la posada U Wnuka
- Torre de vigilancia en Zakopane
- Casa de vacaciones Jaskółka
- Casas en calle Universidad Jaguelónica de Zakopane

```
Entre los proyectos no realizados están: 
```

- 1959 refugio en Morskie Oko
- 1975 refugio en Hala Miętusia

## Premios y reconocimientos
- Cruz de Plata al Mérito, Premio otorgado por el Estado Polaco en 1968
- Insignia de bronce de SARP en 1978
- Insignia de oro por la provincia de Nowy Sacz
- En 2013, en el Centro de Educación Naturaleza en Zakopane, se presentó la exposición "Anna Górska: Proyectos y reciclajes 1946-1975".[5][4]
- También en 2013, se abrió la exposición "Anna Górska: Pasión por la Vida" en la Galería de Arte Urbano de Zakopane.[6]